# Phyllanthus graminicola
Phyllanthus graminicola är en emblikaväxtart som beskrevs av John Hutchinson. Phyllanthus graminicola ingår i släktet Phyllanthus och familjen emblikaväxter. Inga underarter finns listade i Catalogue of Life.